# Карадагский дельфинарий
Карадагский дельфинарий — специальное учреждение для демонстрации дрессированных морских млекопитающих — дельфинов и морских котиков.
Расположен вблизи поселка Курортное на территории Карадагской биостанции. Демонстрируется научно-демонстрационная программа с участием черноморских афалин и северных морских котиков.

## История
В конце 1960-х в СССР начался бум в изучении дельфинов, и Карадагская биостанция стала первым учреждением, поместившим дельфинов в условия бассейна. Развитие этого направления было поручено Министерству обороны СССР, ленинградским военным морякам.
Сначала были пойманы самые мелкие дельфины, азовки. Затем предпринимались попытки содержать в бассейне белобочку.
На Карадагской биостанции работали специалисты МГУ, Киевского института гидромеханики. Совместно с московским Акустическим институтом им. ак. Н. Н. Андреева были проведены работы по изучению акустических сигналов. После публикации первых данных Карадагской биостанции выделили деньги на проектирование и строительство гидробионического комплекса для работы с морскими млекопитающими.
Официально комплекс был открыт в августе 1977 года. На открытии присутствовали президент Академии наук Борис Евгеньевич Патон, партийное руководство из ЦК Украины.
После распада СССР государство не выделяло средств на содержание животных, поэтому коллектив биостанции был вынужден искать пути для их спасения. С этой целью было создано коммерческое шоу с участием дельфинов и морских котиков. Несмотря на неприспособленность помещения, программа Карадагской биостанции пользуется огромной популярностью у туристов.

## Описание
Относится к Феодосийскому региону Крыма. Расположен вблизи поселка Курортное на территории Карадагской биостанции — научного центра природного заповедника «Кара-Даг». При научном центре также работает экспозиция аквариумов, где представлены рыбы фауны Чёрного моря.